# Il volo (Zucchero Fornaciari)
Il volo è un singolo del cantante italiano Zucchero Fornaciari estratto dall'album Spirito DiVino e pubblicato nel 1995 dalla Polydor.

## Descrizione
Il brano è stato interpretato da Zucchero anche in inglese (con il titolo My love) ed in spagnolo (con il titolo El vuelo). Il brano inglese è stato incluso anche nella raccolta Zu & Co., con testo parzialmente diverso rispetto alla precedente traduzione, in duetto con Ronan Keating. Nel 2016 Hélène Ségara canta la cover in francese dal titolo "L’envol" con testo di Patrick Loiseau ed inserita nel suo album "Amaretti".

## Tracce
Testi e musiche di Zucchero eccetto dove diversamente indicato.

### CD singolo
Il volo
- COD: Polydor 577 618-2

1. Il volo – 5:30
2. Alleluja – 4:44 (testo: Jovanotti)

My Love
- COD: Polydor 5002 224

1. My Love (Edit Version) – 3:47 (testo: F. Musker)
2. Il volo (Edit Version) – 4:18

### CD Maxi
Il volo
- COD: Polydor 575 377-2

1. Il volo (live during Spirito DiVino Tour Mondiale) – 5:08
2. My Love – 5:31 (testo: F. Musker)
3. El vuelo – 5:29 (testo: F. Paez)
4. Il volo – 5:31

My Love
- COD: Polydor 576 071-2

1. My Love – 5:31 (testo: F. Musker)
2. Il volo – 5:31
3. Voodoo Voodoo – 4:10 (musica: Zucchero, L. Luisi)

El vuelo
- COD: Polydor CDP 397

1. El vuelo – 5:29 (testo: F. Paez)
2. El vuelo (Versión Radio) – 3:36 (testo: F. Paez)
3. El vuelo (Versión Editada Larga) – 4:11 (testo: F. Paez)

## Successo commerciale
Ha venduto oltre un milione di copie in tutto il mondo.
Il singolo è arrivato in prima posizione in Italia e in Francia, dove ha venduto oltre 200 000 copie. La versione italiana del brano ha raggiunto la posizione 25 della classifica digitale del Guatemala durante la settimana 16 del 2017.

## Classifiche

### Classifiche settimanali
| Classifica (1995)     | Posizione massima |
| --------------------- | ----------------- |
| Belgio                | 2                 |
| Belgio (Fiandre)      | 5                 |
| Belgio (Vallonia)     | 3                 |
| Europa                | 10                |
| Francia               | 2                 |
| Francia (Airplay)     | 10                |
| Germania              | 23                |
| Paesi Bassi           | 17                |
| Paesi Bassi (Airplay) | 13                |
| Polonia               | 25                |
| Spagna (Airplay)      | 5                 |
| Svizzera              | 20                |
| Classifica (2017)     | Posizione massima |
| Guatemala (digital)   | 25                |

### Classifiche di fine anno
| Classifica (1995) | Posizione |
| ----------------- | --------- |
| Francia           | 30        |
| Classifica (1996) | Posizione |
| Belgio (Fiandre)  | 24        |
| Belgio (Vallonia) | 15        |
| Europa            | 55        |
| Francia           | 81        |
| Germania          | 78        |
| Paesi Bassi       | 90        |

### Classifiche di fine decennio
| Classifica (1990-1999) | Posizione |
| ---------------------- | --------- |
| Belgio                 | 278       |